# Aeroportul Tippi
Aeroportul Tippi (IATA: TIE, ICAO: HATP) este un aeroport din Tippi, Sheka Zone⁠(d), Statul Popoarele, Naționalitățile și Națiunile din Sud, Etiopia.
Situat la o altitudine de 1.240 m, aeroportul dispune de o singură pistă.